# Luca Brecel
Luca Brecel (n. 8 martie 1995, Dilsen-Stokkem, Flandra, Belgia) este un jucător belgian de snooker. În 2023, Brecel a devenit campion mondial.

## Carieră
A realizat breakul maxim o singură dată, la Liga Campionilor din 2017. Brecel a câștigat patru titluri în carieră, primul la Campionatul Chinei din 2017, devenind astfel primul jucător din istoria Europei continentale care câștigă un turneu de clasament mondial.
În 2023, Brecel a devenit campion mondial după victoria de la Sheffield în finala contra lui Mark Selby. Pe parcursul turneului, Brecel a învins alți doi foști campioni, pe Mark Williams în optimi și pe Ronnie O'Sullivan în sferturile de finală. Luca Brecel este primul campion mondial din Europa continentală. După acest triumf, a ajuns pe locul 2 în clasamentul mondial, cea mai bună clasare din carieră.

## Finalele carierei

### Finale de clasament: 7 (4 titluri)
| Legendă                          |
| Campionatul Mondial (1–0)        |
| Campionatul Regatului Unit (0–1) |
| Altele (3–2)                     |

| Rezultat | Nr. | An   | Turneu                         | Adversar în finală | Scor  |
| Finalist | 1.  | 2016 | Mastersul German               | Martin Gould       | 5–9   |
| Campion  | 1.  | 2017 | Campionatul Chinei             | Shaun Murphy       | 10–5  |
| Finalist | 2.  | 2021 | Campionatul Regatului Unit     | Zhao Xintong       | 5–10  |
| Campion  | 2.  | 2021 | Openul Scoțian                 | John Higgins       | 9–5   |
| Campion  | 3.  | 2022 | Championship League            | Lu Ning            | 3–1   |
| Finalist | 3.  | 2022 | Openul Englez                  | Mark Selby         | 6–9   |
| Campion  | 4.  | 2023 | Campionatul Mondial de Snooker | Mark Selby         | 18–15 |

### Finale în turnee invitaționale: 5 (1 titlu)
| Rezultat | Nr. | An   | Turneu                             | Adversar în finală | Scor          |
| Finalist | 1.  | 2016 | Snooker Shoot Out                  | Robin Hull         | 0–1           |
| Campion  | 1.  | 2020 | Championship League                | Ben Woollaston     | Faza grupelor |
| Finalist | 2.  | 2023 | Shanghai Masters                   | Ronnie O'Sullivan  | 9–11          |
| Finalist | 3.  | 2024 | World Masters of Snooker           | Ronnie O'Sullivan  | 2–5           |
| Finalist | 4.  | 2024 | Riyadh Season Snooker Championship | Mark Allen         | 1–5           |

### Finale pe echipe (1 titlu)
| Rezultat | Nr. | An   | Turneu                            | Echipă/partener | Adversar(i) în finală    | Scor | References |
| Campion  | 1.  | 2024 | Campionatul Mondial de dublu mixt | Reanne Evans    | Mark Selby Rebecca Kenna | 4–2  | [ 3 ]      |

### Finale Pro-am: 6 (5 titluri)
| Rezultat | Nr. | An   | Turneu               | Adversar în finală    | Scor |
| Campion  | 1.  | 2013 | Dutch Open           | Bjorn Haneveer        | 5–3  |
| Campion  | 2.  | 2014 | 3 Kings Open         | Tony Drago            | 5–4  |
| Finalist | 1.  | 2015 | 3 Kings Open         | Tony Drago            | 4–5  |
| Campion  | 3.  | 2018 | Golden Q Cup         | Michael Georgiou      | 5–1  |
| Campion  | 4.  | 2020 | 3 Kings Open (2)     | Alexander Ursenbacher | 5–2  |
| Campion  | 5.  | 2020 | Italian Snooker Open | Sybren Sokolowski     | 4–1  |

### Titluri la amatori
- Campionatul Belgiei Under 16 – 2007, 2008, 2009
- Turnee în Belgia
  - St.Martinus Gent – 2007
  - Happy Snooker Hasselt – 2009
  - Zele – 2010
  - Peer – 2011
- Openul Maltei Under 16 – 2007
- Campionatul Flamand Under 16 – 2008
- Campionatul Belgiei pe echipe – 2008
- Openul Belgian Under 21 – 2008
- Campionatul Belgian Under 21 – 2008, 2009
- Campionatul European Under-19 – 2009
- Openul Internațional under 21 – 2009
- Campionatul Belgian pentru Seniori – 2010, 2013, 2014
- Campionatul European de Snooker – 2010